# ムツゴロウ
ムツゴロウ（鯥五郎、学名 Boleophthalmus pectinirostris ）は、スズキ目・ハゼ科に属する魚の一種。潮が引いた干潟の上で生活する魚として知られ、有明海・八代海を含む東アジアに分布する。有明海沿岸ではムツ、ホンムツ、ドンパッチョなどと呼ばれる。
英語ではこれらを総称し"Mudskipper"（マッドスキッパー）と呼ぶ。

## 特徴・生態

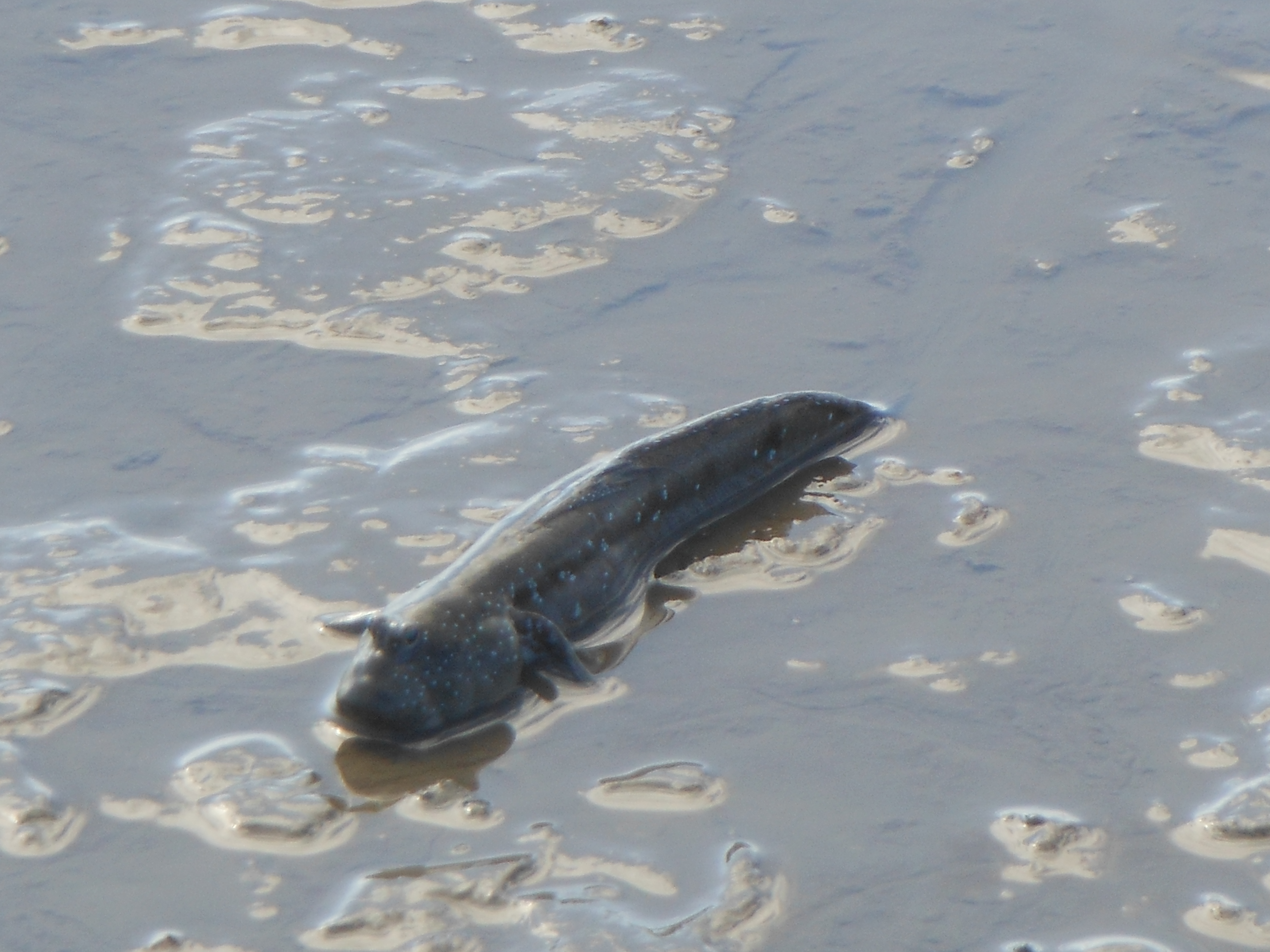
干潮時に泥質干潟の上で活動するムツゴロウ、佐賀県佐賀市の東よか海岸（有明海）

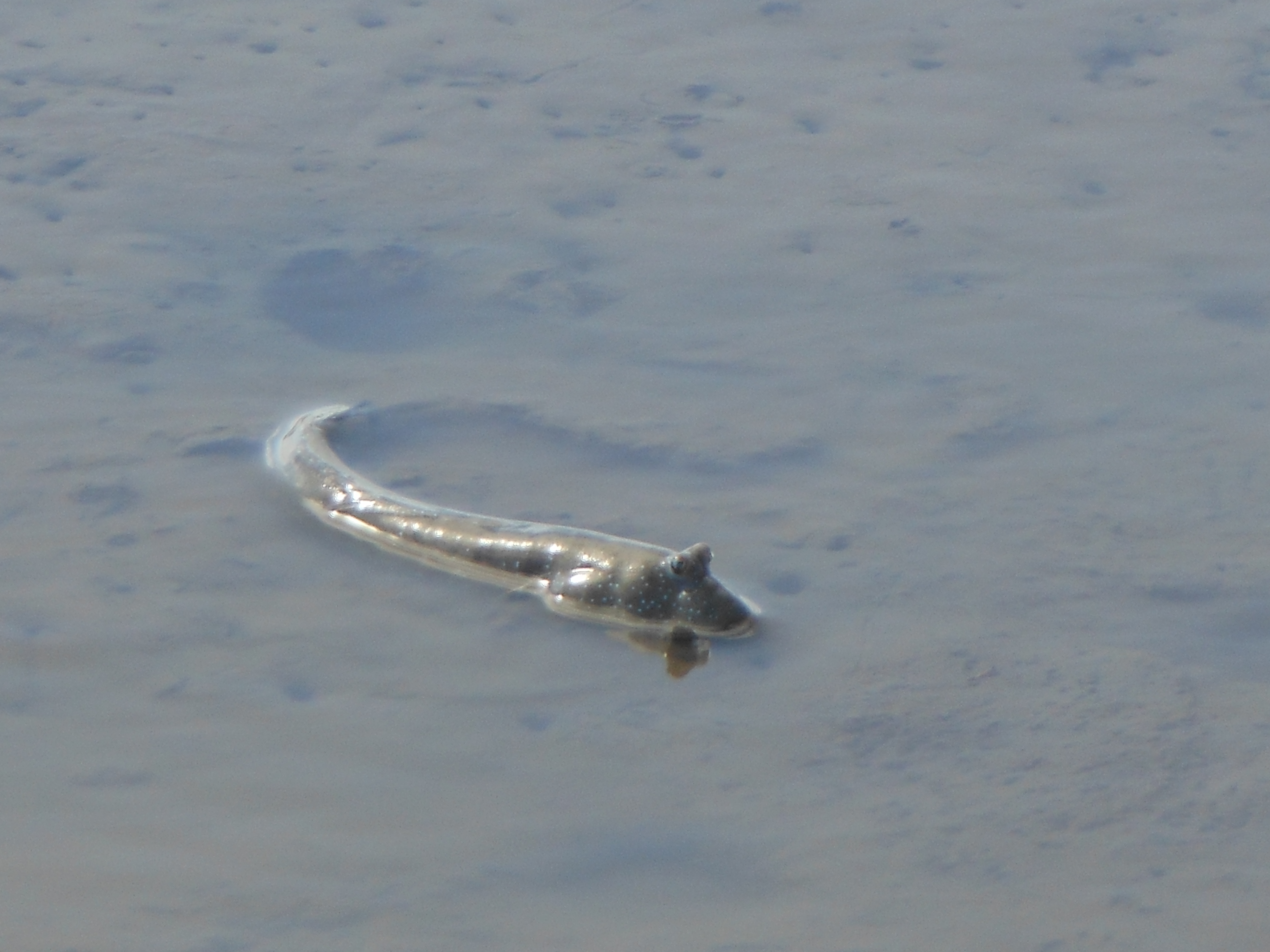
水面から体半分を出して様子を伺うムツゴロウ

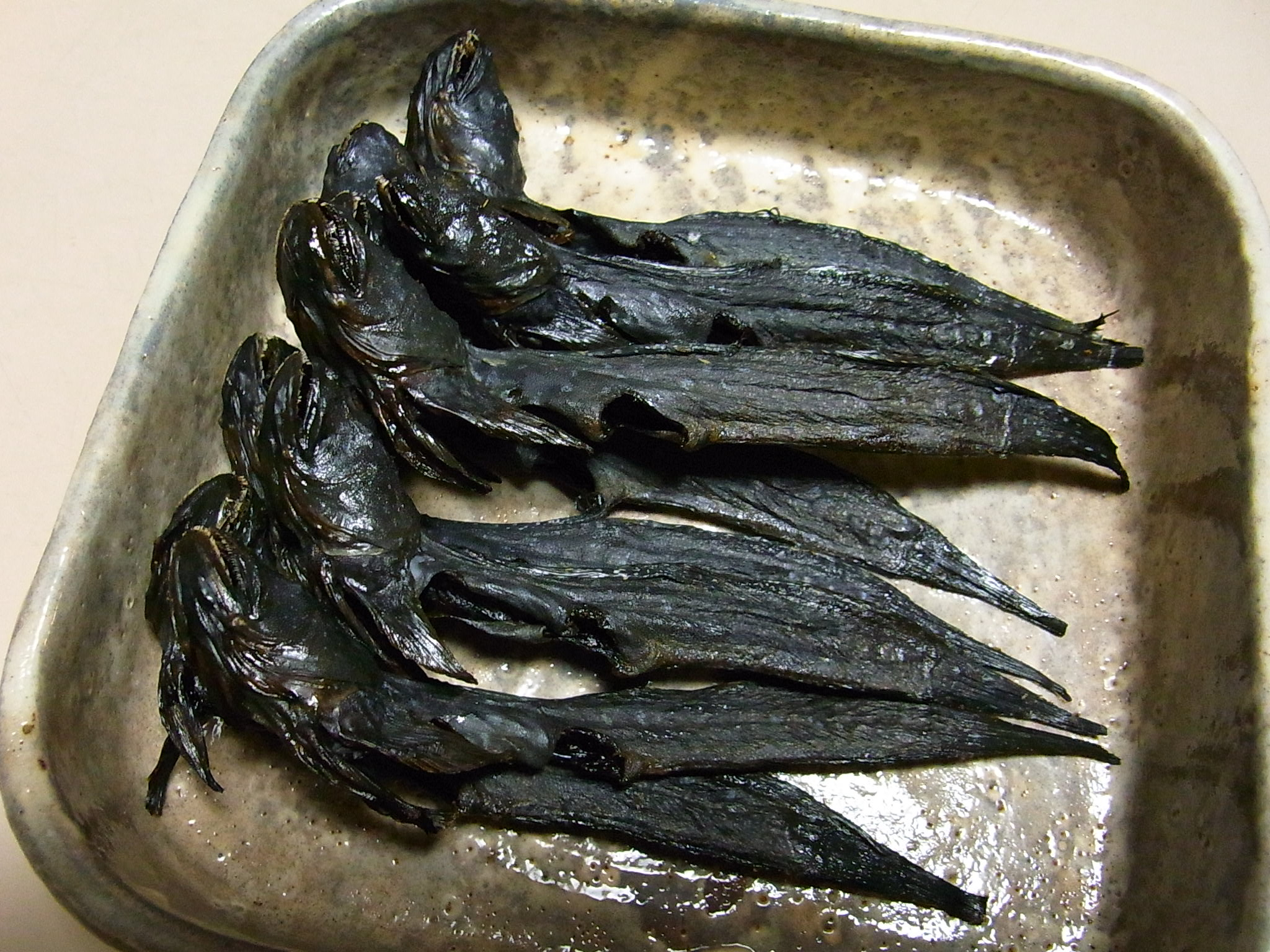
ムツゴロウの干物（2009年10月30日撮影）

成魚は全長15センチ・メートル、最大で20センチ・メートルに達する。同様に干潟上で見られるトビハゼの倍くらいの大きさになる。体色は褐色から暗緑色で、全身に白か青の斑点がある。両目は頭の一番高いところに突き出ていて、周囲を広く見渡せる。また、威嚇や求愛のときには二つの背鰭を大きく広げ、よく目立つ。
軟泥干潟に1メートルほどの巣穴を掘って生活する。満潮時・夜間・敵に追われたときなどは巣穴に隠れるが、昼間の干潮時には巣穴から這い出て活動する。干潟では胸びれで這ったり、全身で飛び跳ねて移動する。干潟の上で生活できるのは、皮膚と口の中に溜めた水で呼吸するためといわれる。陸上生活ができるとはいえ皮膚が乾くと生きることができず、ときにゴロリと転がって体を濡らす行動がみられる。直径2メートルほどの縄張りを持ち、同種だけでなく同じ餌を食べるヤマトオサガニなども激しく攻撃して追い払う。反対に、肉食性のトビハゼとは餌の競合はしないが、なわばりに入ってきたトビハゼに対しては、攻撃して追い払う。
植物食性で、干潟の泥の表面に付着している珪藻などの底生藻類を食べる。口は大きく、上顎にはとがった歯が生えているが、下顎の歯はシャベル状で前方を向いている。口を地面に押し付け、頭を左右に振りながら下顎の歯で泥の表面に繁殖した藻類を泥と一緒に薄く削り取って食べる。
1年のうちで最も活発に活動するのは初夏で、ムツゴロウ漁もこの時期に行われる。この時期にはオスがピョンピョンと跳ねて求愛したり、なわばり内に侵入した他のオスと背びれを立てて威嚇しあったり、猛獣のように激しく戦ったりする姿が見られる。メスは巣穴の横穴部分の天井に産卵し、オスが孵化するまで卵を守る。孵化した稚魚は巣穴から泳ぎだし、しばらく水中で遊泳生活を送るが、全長2センチ・メートルほどになると海岸に定着し干潟生活を始める。

## 分布
日本・朝鮮半島・中国・台湾に分布するが、日本での分布域は有明海と八代海に限られる。氷期の対馬海峡が陸続きだったころに東シナ海沿岸に大きな干潟ができ、その際にムツゴロウが大陸から移ってきたと考えられている（大陸系遺存種）。有明海・八代海の干潟は多良山系・阿蘇山などの火山灰に由来する細かい泥質干潟で、干潟の泥粒が粗いと体が傷つき弱ってしまう。

## 漁獲
旬は晩春から初夏で、漁は引き潮の間に行われる。逃げるときはカエルのように素早く連続ジャンプするので、捕えるのは意外と難しい。巣穴に竹筒などで作った罠を仕掛けて巣穴から出てきたところを捕獲する「タカッポ」や、巧みにムツゴロウをひっかける「むつかけ」などの伝統漁法で漁獲される。

## 利用
肉は柔らかくて脂肪が多い。新鮮なうちに蒲焼にするのが一般的で、ムツゴロウの蒲焼は佐賀県の郷土料理の一つである。生きたまま蒲焼きにする。死ぬと味も落ちる。
その他、刺身、みそ汁、鍋物にも用いられ、麺類のだしとしても使われる。
陸上生活をすることから、水族館などでもよく飼育される。

## 保全状態評価
- 絶滅危惧IB類 (EN)（環境省レッドリスト）

干拓などによる干潟の減少に乱獲も重なり、個体数は15年前より30%減少したとされている。環境省の汽水・淡水魚類レッドリストでは、1991年版で「希少種」、1999年版で「絶滅危惧II類（VU）」だったが、2007年版では「絶滅危惧IB類（EN）」となり、絶滅の危険が高まっていると評価されている。
佐賀県と長崎県に面する諫早湾では、干拓によって干潟が消失し、絶滅したと考えられている。
2025年3月27日、国際自然保護連合（IUCN）は、絶滅の恐れがある動植物をまとめたレッドリストの最新版を公表し、ムツゴロウを絶滅危惧種に追加した。

## 近縁種
ムツゴロウ属 Boleophthalmus は、インド太平洋域の干潟に数種類が分布するが、日本では有明海と八代海にムツゴロウ1種だけが分布する。
- B. birdsongi Murdy,1989 - ニューギニアからオーストラリア北部
- B. boddarti (Pallas,1770) - インド太平洋熱帯域
- B. caeruleomaculatus McCulloch et Waite,1918 - ニューギニアからオーストラリア北部
- B. dussumieri Valenciennes,1837 - イラクからインド
- ムツゴロウ B. pectinirostris (Linnaeus,1758) - 東アジア